# Dendrophylax serpentilingua
Dendrophylax serpentilingua là một loài thực vật có hoa trong họ Lan. Loài này được (Dod) Nir mô tả khoa học đầu tiên năm 2000.